# Góry Błękitne (Australia)
Góry Błękitne (ang. Blue Mountains) – pasmo górskie w Nowej Południowej Walii w Australii. Położone jest na zachodnich obrzeżach Sydney, około 50 km od centralnej dzielnicy biznesowej Sydney. Najwyższy szczyt gór, One Tree Hill ma wysokość 1 111 m n.p.m., góry stanowią część Wielkich Gór Wododziałowych. Mają powierzchnię 1 436 km². Park Narodowy Gór Błękitnych znajduje się na liście światowego dziedzictwa UNESCO.

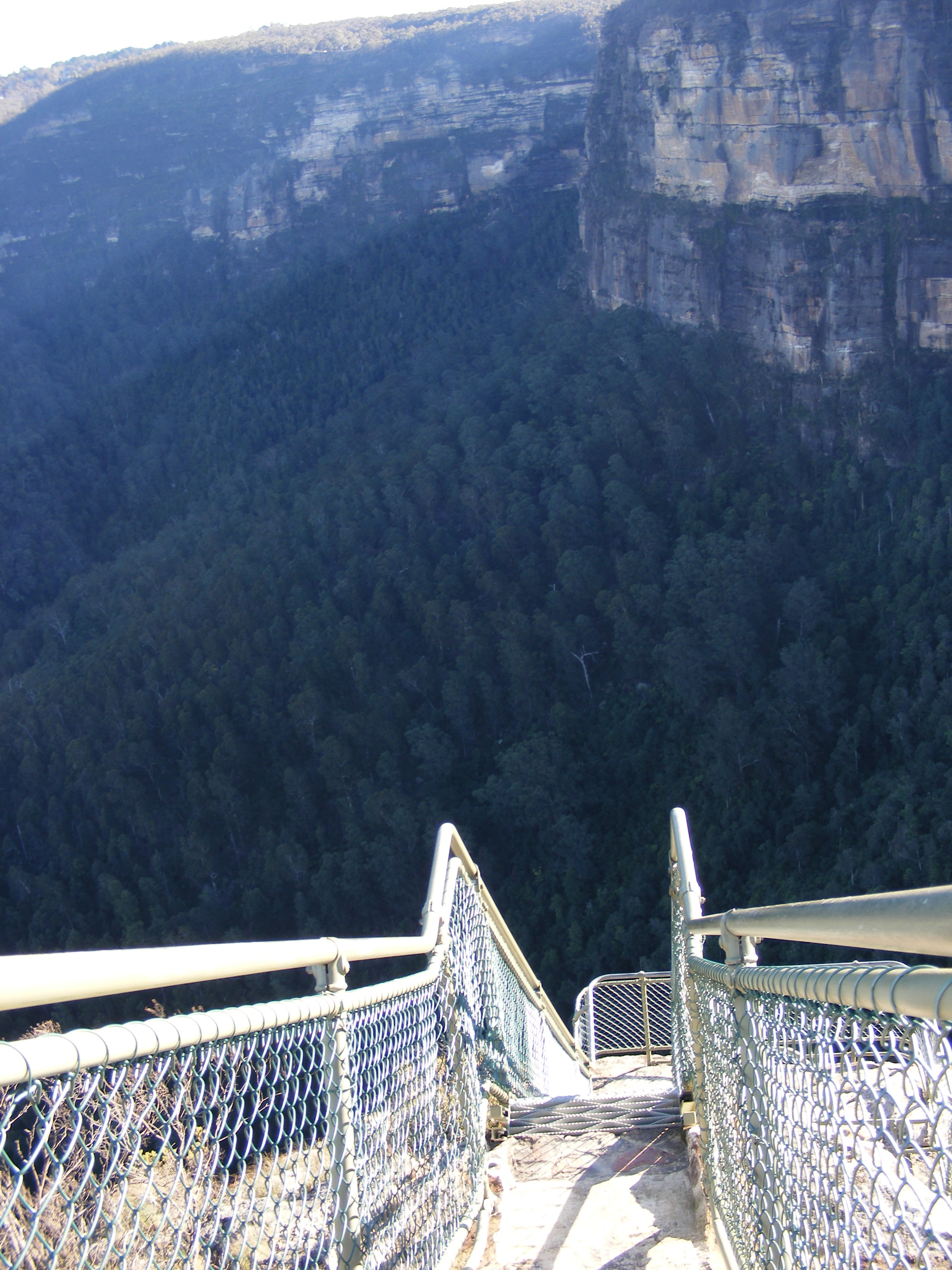
Góry Błękitne (Australia)

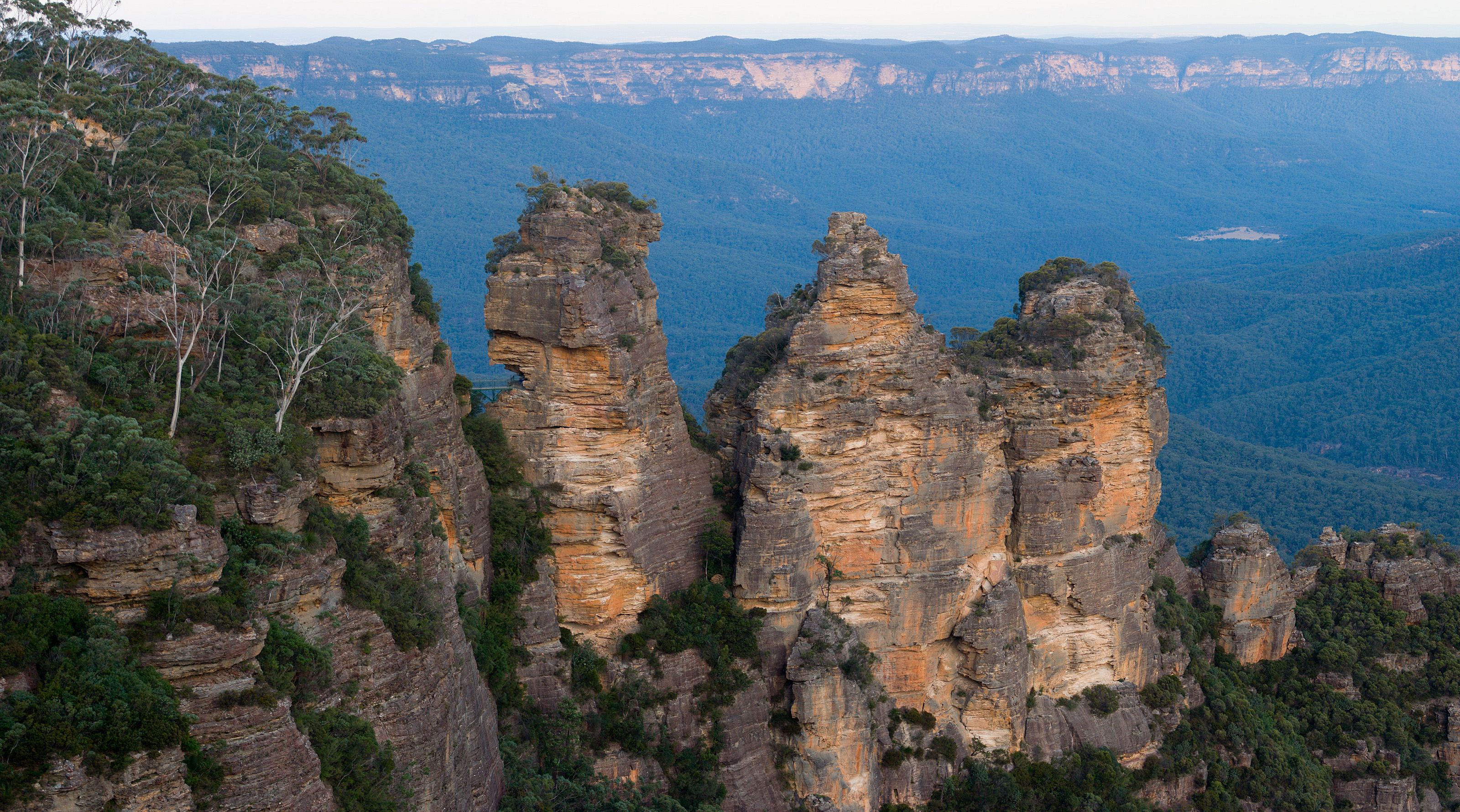
Three Sisters ("Trzy Siostry") w Górach Błękitnych

Góry zawdzięczają swoją nazwę porastającym ich stoki eukaliptusom. Ulatniające się olejki eteryczne, które zawarte są w liściach tych drzew powodują, że kiedy góry oglądane są z odległości co najmniej kilkuset metrów to wyglądają jakby były przykryte lekką, niebieskawą mgłą, poświatą. Ten efekt występuje w wielu rejonach górskich Australii porośniętych eukaliptusami.
W okresie australijskiej zimy – najczęściej w lipcu  zdarzają się tu niewielkie opady śniegu, co jest okazją w hotelach i pensjonatach do ubierania choinek i serwowania świątecznych kolacji, co jest popularne wśród mieszkańców niedalekiego Sydney.
Istnieją tutaj dodatkowe atrakcje turystyczne np. Scenic World obejmujące kolejkę oraz kolej linową. Ponadto znajdują się tutaj: Lapstone Zig Zag \ Lithgow Zig Zag, muzea oraz liczne szlaki turystyczne.